# Рю (Фрібур)
Рю (фр. Rue) — місто  в Швейцарії в кантоні Фрібур, округ Глан.

## Географія
Місто розташоване на відстані близько 60 км на південний захід від Берна, 33 км на південний захід від Фрібура.
Рю має площу 11,2 км², з яких на 8,7% дозволяється будівництво (житлове та будівництво доріг), 71,8% використовуються в сільськогосподарських цілях, 18,8% зайнято лісами, 0,7% не є продуктивними (річки, льодовики або гори).

## Демографія
2019 року в місті мешкало 1524 особи (+25,5% порівняно з 2010 роком), іноземців було 13,8%. Густота населення становила 136 осіб/км².
За віковим діапазоном населення розподілялося таким чином: 23,6% — особи молодші 20 років, 62,9% — особи у віці 20—64 років, 13,5% — особи у віці 65 років та старші. Було 632 помешкань (у середньому 2,4 особи в помешканні).
Із загальної кількості 228 працюючих 71 був зайнятий в первинному секторі, 23 — в обробній промисловості, 134 — в галузі послуг.